# Hötjärnen (Envikens socken, Dalarna)
Hötjärnen är en sjö i Falu kommun i Dalarna och ingår i Dalälvens huvudavrinningsområde. Sjöns area är 0,023 kvadratkilometer och den är belägen 319,5 meter över havet.